# Шон Патрик Фланъри
Шон Патрик Фланъри (на английски: Sean Patrick Flanery) (роден на 11 октомври 1965 г.) е американски актьор. Най-известен е с ролите си на Индиана Джоунс в „Хрониките на младия Индиана Джоунс“, Конър Макманъс във филма „Светците от Бундок“ и Грег Стилсън в сериала „Мъртвата зона“.

## Личен живот
Фланъри има черен колан по бразилско джиу джицу.